# Schachtenmeester

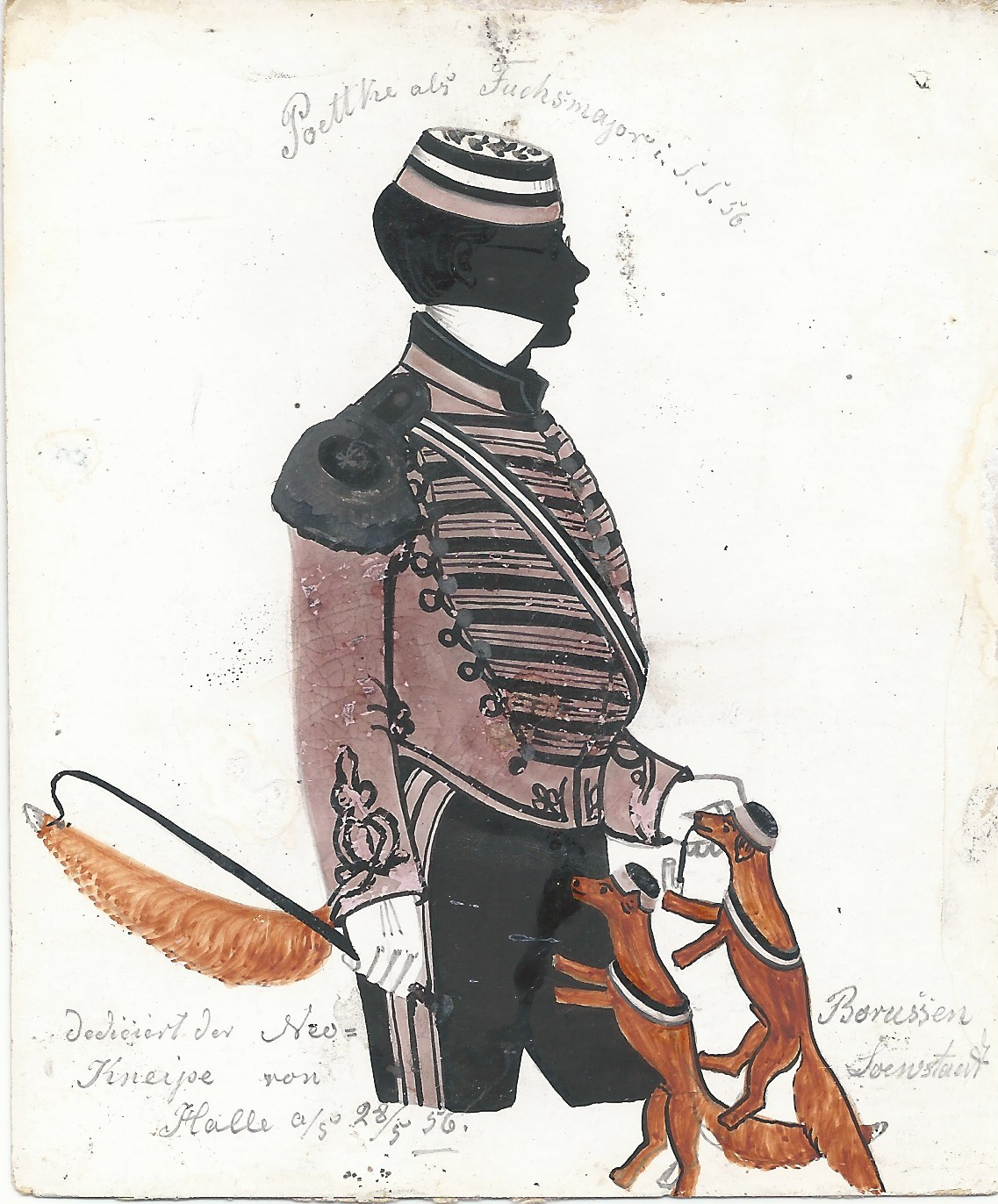
Een tekening van een Fuchsmajor, de Duitse versie van een schachtenmeester.

De schachtenmeester, ook wel schachtentemmer, is in een Vlaamse studentenclub de verantwoordelijke voor de werving, doop en ontgroening van schachten (aspirant-leden) gedurende hun eerste jaar bij de vereniging. In veel gevallen fungeert hij ook als aanspreekpunt voor de eerstejaars.

## Functie
De schachtenmeester gedraagt zich, in ieder geval op cantussen, als tussenpersoon tussen senior (praeses) en de schachten. Hij zal hen helpen een volleerd lid te worden van de studentenclub of studentenkring. Zo is het zijn taak hen de doopbelofte voor te lezen tijdens de doopcantus. Dit gebeurt volgens de verenigingsrituelen beschreven op de blauwe bladzijden van de studentencodex. Na de doop overhandigt hij de schachten een clublint, vanaf dan zijn ze officieel lid van de club. Hij is ook degene die tijdens de ontgroening de schachten benoemt tot officiële commilitones van de club. 
Volgens de vrijzinnige Brusselse studentenfolklore maakt men een onderscheid tussen een doopmeester en de schachtentemmer(s). De laatst genoemde fungeert als tussenpersoon en enkel de doopmeester heeft het recht de gedoopte schachten hun studentenklak te overhandigen en de ontgroende schachten tot commilito te proclameren.
In Duitsland kennen studentenverenigingen een soortgelijk gebruik. Daar heten de schachten Fuchsen of Fuxen, en de schachtenmeester de Fuchsmajor of Fuxmajor.
Op cantussen zit te schachtenmeester, samen met de schachten, aan een tafel achterin. Deze tafel, of dit gedeelte van de tafel, wordt ook wel de schachtenbak genoemd. In Duitsland heet de schachtenbak een Fuchsenstall.